# (proteina basica della mielina)-arginina N-metiltransferasi
La (proteina basica della mielina)-arginina N-metiltransferasi è un enzima appartenente alla classe delle transferasi, che catalizza la seguente reazione:
S-adenosil-L-metionina + arginina della proteina basica della mielina ⇄ S-adenosil-L-omocisteina + Nω-metilarginina della proteina basica della mielina
L'enzima presente nell'encefalo umano forma derivati Nω-monometile-, Nω,Nω-dimetile- e Nω,Nω′-dimetile- dell'arginina. Il nome protein methylase I, spesso usato, è sconsigliato poiché può riferirsi ad enzimi con diverse specificità.